# Kertanagara
Kertanagara ou Kertanegara (mort en 1292) est le dernier et le plus important des rois de Singasari, dans l'est de Java. Son nom de règne complet est Sri Maharajadhiraja Kertanagara Wikrama Dharmmottunggadewa.

## Biographie

L'expansion du Singasari sous le règne de Kertanagara.

Il est placé sur le trône par son père Wisnuwardhana de son vivant, en 1254, et exerce personnellement le pouvoir à sa mort, en 1268. Sous son règne, le commerce de Java se développe considérablement, que ce soit avec les autres îles de l'archipel indonésien ou avec les contrées plus lointaines, notamment avec la Chine de Kubilai Khan.
En 1275, Kertanagara se sent suffisamment puissant pour lancer l'expédition dite Pamalayu contre le royaume de Malayu (l'actuelle Jambi) dans le sud de Sumatra, qui entretient de bonnes relations avec la Chine. En 1286, il fait présent d'une statue du bodhisattva Amoghapasa Lokesvara au roi de Dharmasraya, dans l'actuelle province de Sumatra occidental, qu'il traite en vassal.
En 1292, prenant prétexte de ces conflits, l'empereur de Chine, Kubilai, envoie un corps expéditionnaire de 1 000 bateaux et 20 000 hommes pour tenter de soumettre Java. La même année, Jayakatwang, prince de Kediri et donc vassal de Kertanagara, se soulève et tue Kertanagara. Mais son gendre, que la tradition javanaise appelle Raden Wijaya, s'allie aux soldats sino-mongols, réprime la rébellion, puis fonde un nouveau royaume, Majapahit.